# Oldhamit
Oldhamite  je redek kalcijev sulfidni mineral z idealizirano formulo CaS,  ki kristalizira v kubičnem kristalnem sistemu. Majhna količina kalcija je običajno zamenjane z magnezijem, zato se njegova formula pogosto piše kot (Ca,Mg)S.
Pojavlja se skoraj izključno v meteoritih v obliki zrnatih do masivnih skupkov in drobnih žil. Mineral je prozoren do prosojen in svetlo rjave do kostanjeve barve. Sveži vzorci imajo polkovinski sijaj, ki na vlažnem zraku kmalu potemni.

## Etimologija in zgodovina
Mineral so prvič odkrili leta 1862 v meteroritu Bustee, ki je padel na Zemljo v indijski državi  Utar Pradeš. Mineral je še isto leto opisal angleški geolog in mineralog  Nevil Story Maskelyne (1823-1911) in ga imenoval po irskem geologu Thomasu Oldhamu (1816-1878), direktorju Indijske geološke družbe.

## Nahajališča
Oldhamit se pojavlja med silikatnimi minerali v intersticijski mineralni fazi v enstatitnih hondritih in ahondritnih meteoritih (že omenjeni Bustee in  Allan Hills 84001, ki so ga odkrili na Antarktiki). Spremljajoči minerali so enstatit, avgit, niningerit, osbornit, troilit, sadra in kalcit. V Franciji so ga odkrili tudi v žlindri, na Poljskem pa v skladih premoga.